# Vincenzo Fiorillo
Vincenzo Fiorillo (Genua, 13 januari 1990) is een Italiaans voetballer die speelt als doelman. In juli 2025 verruilde hij Salernitana voor Carrarese.

## Clubcarrière
Fiorillo werd geboren in Genua en hij speelde al snel in de jeugdopleiding van Sampdoria. Op 13 april 2008 maakte de toen jeugdige doelverdediger zijn debuut in het eerste elftal, in een duel tegen Reggina. Aan diezelfe club werd hij later verhuurd. In ruil daarvoor stapte Mario Cassano over naar Sampdoria. In januari 2011 werd hij voor zes maanden verhuurd aan Spezia en ook Livorno huurde hem later nog. In 2014 werd de helft van de transferrechten van Fiorillo overgenomen door Juventus. Dat verhuurde hem direct aan Pescara, samen met Gabriel Appelt Pires.
Twee jaar later werd hij definitief overgenomen door Pescara. Gedurende de twee seizoenen dat hij op huurbasis bij Pescara speelde, was Fiorillo eerste keuze onder de lat in de Serie B, maar na de promotie naar de Serie A werd Albano Bizzarri binnengehaald als nieuwe eerste doelman. Fiorillo tekende in 2018 een nieuwe verbintenis bij Pescara, tot medio 2022. In de zomer van 2021 nam het naar de Serie A gepromoveerde Salernitana de doelman over voor een bedrag van circa zeshonderdduizend euro. Hier tekende hij voor vier jaar en werd hij reservedoelman achter Vid Belec. Carrarese huurde de doelman in januari 2025 voor een half seizoen. Hierna nam die club hem definitief over.

## Clubstatistieken
| Seizoen | Club        | Competitie | Competitie | Competitie | Beker | Beker | Internationaal | Internationaal | Totaal | Totaal |
| Seizoen | Club        | Competitie | Wed.       | Dlp.       | Wed.  | Dlp.  | Wed.           | Dlp.           | Wed.   | Dlp.   |
| ------- | ----------- | ---------- | ---------- | ---------- | ----- | ----- | -------------- | -------------- | ------ | ------ |
| 2007/08 | Sampdoria   | Serie A    | 1          | 0          | 0     | 0     | —              | —              | 1      | 0      |
| 2008/09 | Sampdoria   | Serie A    | 2          | 0          | 0     | 0     | —              | —              | 2      | 0      |
| 2009/10 | Sampdoria   | Serie A    | 1          | 0          | 1     | 0     | —              | —              | 2      | 0      |
| 2009/10 | → Reggina   | Serie B    | 5          | 0          | 0     | 0     | —              | —              | 5      | 0      |
| 2010/11 | → Spezia    | Serie C    | 8          | 0          | 0     | 0     | —              | —              | 8      | 0      |
| 2011/12 | Sampdoria   | Serie B    | 0          | 0          | 0     | 0     | —              | —              | 0      | 0      |
| 2012/13 | → Livorno   | Serie B    | 28         | 0          | 1     | 0     | —              | —              | 29     | 0      |
| 2013/14 | Sampdoria   | Serie A    | 5          | 0          | 2     | 0     | —              | —              | 7      | 0      |
| 2014/15 | Pescara     | Serie B    | 31         | 0          | 2     | 0     | —              | —              | 33     | 0      |
| 2015/16 | Pescara     | Serie B    | 37         | 0          | 2     | 0     | —              | —              | 39     | 0      |
| 2016/17 | Pescara     | Serie A    | 9          | 0          | 1     | 0     | —              | —              | 10     | 0      |
| 2017/18 | Pescara     | Serie B    | 34         | 0          | 2     | 0     | —              | —              | 36     | 0      |
| 2018/19 | Pescara     | Serie B    | 34         | 0          | 2     | 0     | —              | —              | 36     | 0      |
| 2019/20 | Pescara     | Serie B    | 30         | 0          | 2     | 0     | —              | —              | 32     | 0      |
| 2020/21 | Pescara     | Serie B    | 38         | 0          | 0     | 0     | —              | —              | 38     | 0      |
| 2021/22 | Salernitana | Serie A    | 1          | 0          | 1     | 0     | —              | —              | 2      | 0      |
| 2022/23 | Salernitana | Serie A    | 1          | 0          | 0     | 0     | —              | —              | 1      | 0      |
| 2023/24 | Salernitana | Serie A    | 4          | 0          | 1     | 0     | —              | —              | 5      | 0      |
| 2024/25 | Salernitana | Serie B    | 5          | 0          | 1     | 0     | —              | —              | 6      | 0      |
| 2024/25 | → Carrarese | Serie B    | 12         | 0          | 0     | 0     | —              | —              | 12     | 0      |
| 2025/26 | Carrarese   | Serie B    | 0          | 0          | 0     | 0     | —              | —              | 0      | 0      |
| Totaal  | Totaal      | Totaal     | 286        | 0          | 18    | 0     | 0              | 0              | 304    | 0      |

Bijgewerkt op 20 juli 2025.